# Nasir Ahmed (ingénieur)
Nasir Ahmed (né en 1940) est un ingénieur électricien et informaticien américain. Il est professeur émérite de génie électrique et informatique à Université du Nouveau-Mexique (Université du Nouveau-Mexique, UNM). Il est principalement connu pour avoir inventé la Transformée en cosinus discrète (TCD) au début des années 1970, avec T. Natarajan et K. R. Rao. La TCD est devenue l’une des techniques de Compression de données les plus utilisées, notamment dans les domaines du Multimédia.